# J/FPS-2

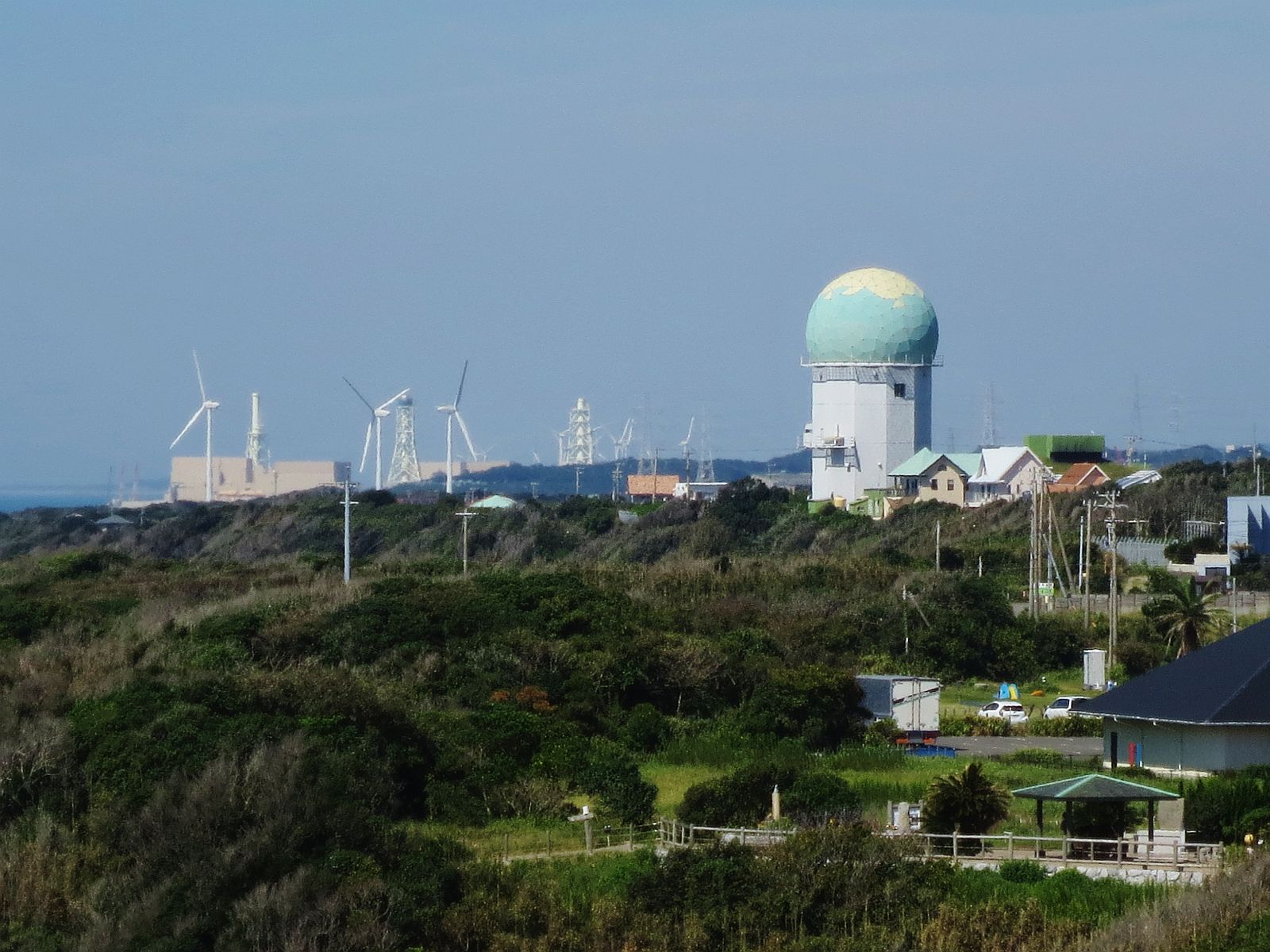
御前崎分屯基地J/FPS-2レーダー

J/FPS-2は、航空自衛隊の警戒管制レーダー装置。レーダーサイト用の大型固定3次元レーダーであり、F-3D改とも称される。製造は日本電気。

## 来歴
昭和30年代中盤の日本のレーダーサイトでは、捜索レーダーと測高レーダーという2種類のレーダーの組み合わせで目標機の方位・距離・高度を測定していた。その後、第2次防衛力整備計画において自動警戒管制組織（BADGE）が導入されるのにあわせて、これらの機能を1基で実現できる3次元レーダーの導入が図られることになり、1972年よりJ/FPS-1（F-3D）の運用が開始された。
ただし同機は、複数のアンテナで受信した信号の位相差から高度を算出するという独自の方式を採用しており、探知距離や測高精度に優れるというメリットはあったものの、アンテナが巨大になるほか、送受信装置や信号処理装置などシステム全体も大規模なものであり、一部の狭隘なサイトには設置が困難であった。また遠距離探知能力を優先したために受信感度が良い反面で電波妨害を受けやすい、測高データ確立の際に異常測高が発生しやすいといった問題も指摘されていた。
そして大湊分屯基地のレーダー換装にあたり、システム規模の問題が顕在化した。同基地はオペレーション地区の地積が狭隘で、大規模な施設工事が困難であったことから、F-3Dにかわる3次元レーダーの導入が本格的に検討されることになった。新3次元レーダー（F-3D改）には、このように地積の狭隘なサイトへの設置に対応するとともに、脅威の変化（ECM、低高度侵攻等）への対応、電子技術等の急速な進歩への追随などが求められた、1976年12月に機種選定が行われ、移動警戒管制レーダーJ/TPS-100（M-3D）をベースにした日本電気の案が採択された。これによって開発されたのが本機である。

## 設計
上記の経緯より、本機はJ/TPS-100をベースとしており、技術研究本部による技術開発を経ることなく、直接調達によって導入された。優れたECCM性能、クラッター抑圧性能、信頼性の高い探知・測高性能を有していたほか、整備性にも優れていた。また空中線部を含めてシステムがコンパクトであったこともあって、F-3Dと違って既存のレーダータワーに軽易な改修を加えるだけで設置でき、レドームも既存のものを使用可能であった。なお、空中線はJ/TPS-100と同じくパッシブ・フェーズドアレイ（PESA）型であった。

## 運用史
上記の経緯もあって、初号機は大湊分屯基地に設置されることになり、昭和52年度末に契約、54年度末に領収、1980年4月からの実用試験および9月からの運用試験を経て、同年12月より運用が開始された。その後、ほぼ1年に1基のペースで換装が進められ、平成2年度までに11個のサイトに設置された。
しかし2000年代になると性能の陳腐化が進み、一部はJ/FPS-5に更新されたほか、新型のJ/FPS-7に更新を進めている。

### 配備中の基地
- 根室分屯基地 (第26警戒隊) : 1982年より運用。
- 山田分屯基地 (第37警戒隊) : 1989年より運用。
- 御前崎分屯基地 (第22警戒隊) : 1983年より運用。
- 硫黄島分屯基地 (硫黄島基地隊) : 2012年度末J/TPS-101よりJ/FPS-2へと更新。

### かつて配備していた基地
- 大湊分屯基地（第42警戒群）：1980年から2007年まで運用、2010年度末よりJ/FPS-5へと更新。
- 佐渡分屯基地（第46警戒隊）：2010年まで運用、2010年7月よりJ/FPS-5へと更新。
- 見島分屯基地（第17警戒隊）：2014年度予算から調達開始、2018年度にJ/FPS-7へと更新。2019年度にBMD対応予定[6]。
- 下甑島分屯基地（第9警戒隊）：2006年まで運用、2008年度末よりJ/FPS-5へと更新。
- 与座岳分屯基地 (第56警戒群)：2009年まで運用、2011年度末よりJ/FPS-5へと更新。
- 宮古島分屯基地（第53警戒隊）：2013年度予算から調達開始、2017年度にJ/FPS-7へと更新。2020年度にBMD対応予定[6]。
- 海栗島分屯基地（第19警戒隊）：2017年まで運用。2020年度にJ/FPS-7へと更新[7]。
- 稚内分屯基地（第18警戒隊）：1987年から2017年まで運用。2021年度末にJ/FPS-7へと更新[7][8]